# Маури, Стефано
Сте́фано Ма́ури (итал. Stefano Mauri; 8 января 1980, Монца, Италия) — итальянский футболист, атакующий полузащитник.

## Карьера
Стефано Маури начал карьеру в возрасте 16 лет в клубе «Бругерио». Оттуда он перешёл в клуб Серии С2 «Меда», где провёл 3 года. В 2001 году Маури перешёл в «Модену» за 135 тыс. евро, где, 14 сентября 2001 года дебютировал в серии А в матче с «Миланом», проигранном «Моденой» 0:3. По окончании сезона, Модена выкупила вторую половину прав на игрока за 265 тыс. евро. В 2003 году Маури перешёл, на правах аренды, в «Брешию», где провёл 1 сезон, забив 7 голов в чемпионате.
В 2004 году клуб «Удинезе» выкупил 50 % прав на игрока. Там он провёл 2 сезона, но если в первом Маури часто выходил на поле, то во втором большое количество времени проводил на скамье запасных. Однако именно в составе «Удинезе» Маури был вызван в сборную Италии, в составе которой дебютировал 17 ноября 2004 года в матче с Финляндией, выигранной «Скуадрой Адзуррой» со счётом 1:0.
В 2006 году Маури был арендован клубом «Лацио». Его первой игрой стал матч в Кубке Италии с «Интером», завершившийся вничью 1:1. В сезоне 2006/07 главный тренер «Лацио», Делио Росси, передвинул Маури на позицию «треквартисты», что позволило ему стать конструктором атак «бьянкоселесты», а также часто забивать, в частности он сделал два «дубля» с «Мессиной» и «Удинезе». В начале сезоне 2007/08 Маури страдал от травм, в результате он долго набирал форму и не часто выходил на поле. К тому же конкуренцию за место в составе Маури составлял Роландо Бьянки, арендованный у «Торино». В следующем сезоне Маури часто критиковали за неудачную игру, однако после матче с «Фиорентиной», где он забил гол, критика сошла на нет. К концу сезона Маури помог «Лацио» выиграть Кубок Италии.
28 мая 2012 года Маури был арестован по подозрению в организации договорных матчей. В августе Стефано был признан виновным в участии в договорном матче с клубом «Лечче» и дисквалифицирован на полгода. В октябре дисквалификация была увеличена на 3 месяца.
Футболист не выступал ни за один клуб с лета 2016 года, когда у него истек срок контракта с «Лацио», но уже зимой 2017 года подписал контракт до конца сезона с «Брешией».
Летом 2016 года Стефано закончил тренерские курсы вместе с группой футболистов (Аллегретти, Бартолуччи, Граноче, Д’Агостино, Ладзари, Мареска, Марцоратти, Паскуале, Пациенца, Пиоваккари, Рокки, Ферронетти и др.) и получил тренерскую лицензию UEFA категории B.

## Достижения
Лацио
- Обладатель Кубка Италии: 2009, 2013
- Обладатель Суперкубка Италии: 2009

Меда
- Национальный любительский чемпионат: 1999